# Еберхард I фон Цвайбрюкен
Еберхард I фон Цвайбрюкен (на немски: Eberhard I von Zweibrucken; * ок. 1253; † 1321) от род Валрамиди е от 1281 г. граф на Графство Цвайбрюкен и от 1297 г. господар на Бич (фр.:Pays de Bitche), основател на Дом Цвайбрюкен-Бич.

## Произход и наследство
Той е син на граф Хайнрих II фон Цвайбрюкен († 1282/1284) и съпругата му Агнес фон Еберщайн († 1284), дъщеря наследничка на граф Еберхарт IV фон Еберщайн († 1263) и Аделхайд фон Сайн († 1263). Брат е на Симон I († 1282), граф на Еберщайн, Валрам I († 1308) и на Хайнрих († 17 март 1305), каноник в Трир, домпропст във Вормс.
Малко преди смъртта на баща му Хайнрих II, двата му сина Еберхард I и Валрам I поемат 1281 г. заедно управлението до 1297 г. През 1297 г. Еберхард I дава трите замъка Морсберг, Линдер и Сааргемюнд на херцог Фридрих III от Лотарингия († 1302) и получава от него замъка и господството Бич. През 1302 г. той се нарича граф на Цвайбрюкен и господар на Бич. Новообразуваната територия започва да се казва графство Цвайбрюкен-Бич.

## Фамилия
Еберхард I се жени за Агнес фон Саарбрюкен-Комерси (* ок. 1274; † сл. 1304), дъщеря на граф Симон IV (II) фон Саарбрюкен, господар на Комерси († 1307/1309), и Матилда († 1276), дъщеря на граф Симон III фон Саарбрюкен († 1235/1240). Те имат децата:
- Еберхард II фон Цвайбрюкен († сл. 1347)
- дъщеря († сл. 1306), монахиня в манастир Розентал близо до Гьолхайм
- Симон I (* ок. 1295; † 1355), граф на Цвайбрюкен-Бич (1321 – 1355), женен I. 1307/1308 г. за Елизабет фон Геролдсек († сл. 1310), II. ок. 1311 г. за Аликс де Бурлемонт († 1329), III. на 15 юни 1329 г. за Агнес фон Лихтенберг († 1378), дъщеря на Йохан II фон Лихтенберг († 1366) и Йохана фон Лайнинген († 1346).
- Йоханес († 1327)